# アラジ
アラジ（Arazi）とはアメリカ合衆国生産の競走馬、種牡馬。主な勝ち鞍に1991年のブリーダーズカップ・ジュヴェナイル、グランクリテリウム、サラマンドル賞、モルニ賞など。1991年のカルティエ賞年度代表馬と最優秀2歳牡馬およびエクリプス賞最優秀2歳牡馬に選出された。

## 戦績
- 特記事項なき場合、本節の出典はRacing Post[1]、EQIBASE[4]、フランスギャロ[6]

1991年5月30日、シャンティイ競馬場でのメイドン競走でデビューし、2着。2戦目のリステッド競走ラフレシュ賞で初勝利を挙げ、7月にはG3競走ボワ賞、G2競走ロベールパパン賞と重賞競走を連勝する。8月以降、モルニ賞、サラマンドル賞、グランクリテリウムとフランスの2歳G1競走を3連勝したのちアメリカに遠征し、ブリーダーズカップ・ジュヴェナイルでは初めてのダートコースなど不利な要素があったものの、それらの要素を克服して2着バートランドに5馬身差をつけて勝利した。ヨーロッパでは2歳にして、この年に創設されたカルティエ賞年度代表馬と最優秀2歳牡馬に、アメリカでもエクリプス賞最優秀2歳牡馬に、それぞれ選ばれた。
3歳を迎えた1992年、初戦のオムニウムII賞を勝って再度アメリカにわたりケンタッキーダービーに出走も、リルイーティーの8着に終わる。ヨーロッパに戻ってからは芝のマイル路線に進むが、セントジェームズパレスステークス5着、プランスドランジュ賞3着ののち10月のロンポワン賞で久しぶりの勝ち星を挙げたが、続くブリーダーズカップ・マイル11着を最後に引退した。

## 競走成績
以下の内容は、Racing Post、EQIBASEおよびフランスギャロの情報および記載法に基づく。
| 出走日     | 競馬場                 | 競走名                  | 格 | 距離（馬場）  | 頭数 | 枠番 (Draw) (PP) | 馬番 (horse No.) (Pgm) | 着順 | 騎手              | 斤量（st./lb./kg換算） | タイム  | 着差         | 勝ち馬/（2着）馬   |
| ---------- | ---------------------- | ----------------------- | -- | ------------- | ---- | ---------------- | ---------------------- | ---- | ----------------- | ---------------------- | ------- | ------------ | ------------------ |
| 1991.05.30 | シャンティイ           | メイドン競走            |    | 芝5f          |      |                  |                        | 2着  | F. ヘッド         | 8-12（124/56）         |         |              |                    |
| 0000.06.12 | エヴリ                 | ラフレシュ賞            | L  | 芝6f (GF)     | 4    |                  |                        | 1着  | F. ヘッド         | 8-9（121/55）          | 1:14.30 | 3馬身        | （Tabac）          |
| 0000.07.03 | ロンシャン             | ボワ賞                  | G3 | 芝5f (Sft)    | 4    | 3                |                        | 1着  | G. モッセ         | 8-12（124/56）         | 0:58.70 | 3/4馬身      | （Steinbeck）      |
| 0000.07.21 | メゾンラフィット       | ロベールパパン賞        | G2 | 芝5 1/2f (Gd) | 6    | 3                |                        | 1着  | G. モッセ         | 8-11（123/55.5）       | 1:05.50 | 1馬身1/2     | （Showbrook）      |
| 0000.08.18 | ドーヴィル             | モルニ賞                | G1 | 芝6m (Gd)     | 4    | 1                |                        | 1着  | G. モッセ         | 8-11（123/55.5）       | 1:13.30 | 3馬身        | （Kenbu）          |
| 0000.09.08 | ロンシャン             | サラマンドル賞          | G1 | 芝7f (GF)     | 8    |                  |                        | 1着  | G. モッセ         | 8-11（123/55.5）       | 1:20.90 | 5馬身        | （Mode of Gold）   |
| 0000.10.05 | ロンシャン             | グランクリテリウム      | G1 | 芝1m (Sft)    | 6    | 2                |                        | 1着  | G. モッセ         | 8-11（123/55.5）       | 1:41.40 | 3馬身        | （Rainbow Corner） |
| 0000.11.02 | チャーチルダウンズ     | BCジュヴェナイル        | G1 | ダ8.5f        | 14   | 14               | 11                     | 1着  | P. ヴァレンズエラ | 8-10（122/55.5）       | 1:12.09 | 5馬身        | （Bertrando）      |
| 1992.04.07 | サンクルー             | オムニウムII賞          | L  | 芝1m (Sft)    | 8    |                  |                        | 1着  | S. コーゼン       | 9-2（128/58）          | 1:48.00 | 5馬身        | （Supermec）       |
| 0000.05.02 | チャーチルダウンズ     | ケンタッキーダービー    | G1 | ダ10f         | 18   | 17               | 11                     | 8着  | P. ヴァレンズエラ | 9-0（126/57）          |         | （8馬身1/4） | Lil E. Tee         |
| 0000.06.16 | アスコット             | セントジェームズパレスS | G1 | 芝1m (GF)     | 8    | 8                |                        | 5着  | S. コーゼン       | 9-0（126/57）          |         | （2馬身1/2） | Brief Truce        |
| 0000.09.20 | ロンシャン             | プランスドランジュ賞    | G3 | 芝1m2f (Gd)   | 5    | 3                |                        | 3着  | S. コーゼン       | 8-9（121/55）          |         | （6馬身1/4） | Arcangues          |
| 0000.10.04 | ロンシャン             | ロンポワン賞            | G2 | 芝1m（Sft）   | 11   | 5                |                        | 1着  | S. コーゼン       | 8-11（123/55.5）       | 1:44.00 | 4馬身        | （Callng Collect） |
| 0000.10.31 | ガルフストリームパーク | BCマイル                | G1 | 芝8f          | 14   | 3                | 4                      | 11着 | P. ヴァレンズエラ | 8-10（122/55.5）       |         | （9馬身）    | Lure               |

## 引退後
引退後は種牡馬となり、イギリスのダルハムホールスタッドとアメリカのスリーチムニーズファーム、オーストラリアのインディペンデント・スタリオンステーションで繋養されたのち、1998年から日本のブリーダーズ・スタリオン・ステーションで繋養され、2003年からはスイスのゲストゥト・ゾーレンホフに移った。2004年からは再びオーストラリアに戻り、2011年に生殖機能の低下に伴って種牡馬を引退し、インディペンデント・スタリオンステーションで引き続き功労馬として繋養されている。2016年12月に、ケンタッキー州の功労馬繋養施設オールドフレンズの創設者の一人であるマイケル・ブラウエンは、直近にオールドフレンズへ受け入れる候補の一頭に挙がっていたものの高齢でオーストラリアからの輸送は厳しいと判断し、迎え入れを断念したことを明かしている。のちの2021年7月1日に32歳で没した。
種牡馬としては、直仔としてコンガリーなどを、ブルードメアサイアーとしてはドバイワールドカップを勝ったエレクトロキューショニストなどを送り出した。

### 主な産駒
- 1995年産
  - ドラールアラビアン ：大井記念[9]
- 1998年産
  - コンガリー (Congaree)：スワップスステークス、シガーマイルハンデキャップ2回、カーターハンデキャップ、ハリウッドゴールドカップ[10]
- 1999年産
  - テイエムアラシ：道営記念[11]

### ブルードメアサイアーとしての産駒
- 2001年産
  - エレクトロキューショニスト (Electrocutionist)：ドバイワールドカップ、インターナショナルステークス、ミラノ大賞典[12]
- 2003年産
  - スピニングクイーン（Spinning Queen）：サンチャリオットステークス[13]
  - ラフドゥード (Lahudood) ：ブリーダーズカップ・フィリー&メアターフ[14]
  - ブリボン（Bribon）：メトロポリタンハンデキャップ[15]
- 2005年産
  - ティアミホ：プリンセスカップ[16]
- 2007年産
  - エレーヌ：スプリングカップ、新緑賞、留守杯日高賞、ル・プランタン賞、のじぎく賞、東海ダービー、東海クイーンカップ、兵庫サマークイーン賞[17]
- 2009年産
  - アイムユアマン（I'm Your Man）：エプソムハンデキャップ[18]
- 2018年産
  - アイバンホー：金沢ヤングチャンピオン、北日本新聞杯、石川ダービー[19]

## 血統表
| アラジの血統                                          | アラジの血統                                                                 | アラジの血統                                                                 | （血統表の出典）                                                             | （血統表の出典） |
| 父系                                                  | ブラッシンググルーム系                                                       | ブラッシンググルーム系                                                       | ブラッシンググルーム系                                                       | [ § 2 ]          |
| 父 Blushing Groom 1974 栗毛                           | 父の父Red God 1954 栗毛                                                      | Nasrullah                                                                    | Nearco                                                                       | Nearco           |
| 父 Blushing Groom 1974 栗毛                           | 父の父Red God 1954 栗毛                                                      | Nasrullah                                                                    | Mumtaz Begum                                                                 |                  |
| 父 Blushing Groom 1974 栗毛                           | 父の父Red God 1954 栗毛                                                      | Spring Run                                                                   | Menow                                                                        | Menow            |
| 父 Blushing Groom 1974 栗毛                           | 父の父Red God 1954 栗毛                                                      | Spring Run                                                                   | Boola Brook                                                                  |                  |
| 父 Blushing Groom 1974 栗毛                           | 父の母Runaway Bride 1962 鹿毛                                                | Wild Risk                                                                    | Rialto                                                                       | Rialto           |
| 父 Blushing Groom 1974 栗毛                           | 父の母Runaway Bride 1962 鹿毛                                                | Wild Risk                                                                    | Wild Violet                                                                  |                  |
| 父 Blushing Groom 1974 栗毛                           | 父の母Runaway Bride 1962 鹿毛                                                | Aimee                                                                        | Tudor Minstrel                                                               | Tudor Minstrel   |
| 父 Blushing Groom 1974 栗毛                           | 父の母Runaway Bride 1962 鹿毛                                                | Aimee                                                                        | Email                                                                        |                  |
| 母 *ダンスールファビュルー Danseur Fabuleux 1982 鹿毛 | 母の父Northern Dancer 1961 鹿毛                                              | Nearctic                                                                     | Nearco                                                                       | Nearco           |
| 母 *ダンスールファビュルー Danseur Fabuleux 1982 鹿毛 | 母の父Northern Dancer 1961 鹿毛                                              | Nearctic                                                                     | Lady Angela                                                                  |                  |
| 母 *ダンスールファビュルー Danseur Fabuleux 1982 鹿毛 | 母の父Northern Dancer 1961 鹿毛                                              | Natalma                                                                      | Native Dancer                                                                | Native Dancer    |
| 母 *ダンスールファビュルー Danseur Fabuleux 1982 鹿毛 | 母の父Northern Dancer 1961 鹿毛                                              | Natalma                                                                      | Al Mahmoud                                                                   |                  |
| 母 *ダンスールファビュルー Danseur Fabuleux 1982 鹿毛 | 母の母Fabuleux Jane 1974 栗毛                                                | Le Fabuleux                                                                  | Wild Risk                                                                    | Wild Risk        |
| 母 *ダンスールファビュルー Danseur Fabuleux 1982 鹿毛 | 母の母Fabuleux Jane 1974 栗毛                                                | Le Fabuleux                                                                  | Anguar                                                                       |                  |
| 母 *ダンスールファビュルー Danseur Fabuleux 1982 鹿毛 | 母の母Fabuleux Jane 1974 栗毛                                                | Native Partner                                                               | Raise a Native                                                               | Raise a Native   |
| 母 *ダンスールファビュルー Danseur Fabuleux 1982 鹿毛 | 母の母Fabuleux Jane 1974 栗毛                                                | Native Partner                                                               | Dinner Partneｒ                                                              |                  |
| 母系(F-No.)                                           | ダンスールファビュルー(USA)系(FN:7)                                          | ダンスールファビュルー(USA)系(FN:7)                                          | ダンスールファビュルー(USA)系(FN:7)                                          | [ § 3 ]          |
| 5代内の近親交配                                       | Wild Risk 3 × 4 = 18.75%、Nearco 4 × 4 = 12.50%、Native Dancer 4 × 5 = 9.38% | Wild Risk 3 × 4 = 18.75%、Nearco 4 × 4 = 12.50%、Native Dancer 4 × 5 = 9.38% | Wild Risk 3 × 4 = 18.75%、Nearco 4 × 4 = 12.50%、Native Dancer 4 × 5 = 9.38% | [ § 4 ]          |
| 出典                                                  | 1. 2. 3. 4.                                                                  | 1. 2. 3. 4.                                                                  | 1. 2. 3. 4.                                                                  | 1. 2. 3. 4.      |

- 半弟にノヴェール（サセックスステークス）、主な近親にイーグルカフェ[21]。